# هوزمي غودا
هوزُمي غودا (郷田ほづみ غودا هوزُمي، الكتابة الحقيقية لاسمه: 合田穂積) هو ممثل ومخرج صوت ياباني ولد في 8 أغسطس 1957م في طوكيو.

## أدواره في الأنمي

### مسلسلات أنمي تلفزيونية
- القناص - ليوريو
- غاش بيل الذهبي - كافكا سنبيم
- السلاح المدرع فوتومز - كيريكو كيوفي
- فامباير نايت - كاين كروس
- فامباير نايت Guilty - كاين كروس
- برج درواغا 〜the Aegis of URUK〜 - ميلت
- برج درواغا 〜the Sword of URUK〜 - ميلت
- R.O.D -THE TV- - جو كاربنتر/"جوكر"
- شيون نو أو - ماكوتو هاني
- فل ميتال بانيك! The Second Raid - فنسنت بلونو
- يوغي - جان كلود ماغنوم
- دي جرايمان - سومان دارك
- أمير التنس - مامورو إينوي
- إيداتين جمب - الراوي, والد ورد
- لاست إكسايل - فنسنت ألزاي

### أنمي الإنترنت
- هيتاليا Axis Powers - الإمبراطورية الرومانية

### أوفا أنمي
- القناص - ليوريو
- القناص: جزيرة الجشع - ليوريو
- R.O.D -READ OR DIE- - "جوكر"

### أفلام أنمي
- هيتاليا: الشاشة الفضية Paint it, White - الإمبراطورية الرومانية

## أعماله كمخرج صوت في الأنمي

### مسلسلات أنمي تلفزيونية
- فامباير نايت
- فامباير نايت Guilty
- جونجو رومانتيكا
- عندما تبكي حشرة الليل
- عندما تبكي حشرة الليل:الحل
- عندما تبكي النوارس
- برج درواغا 〜the Aegis of URUK〜
- برج درواغا 〜the Sword of URUK〜
- حفيد نوراريهيون
- حفيد نوراريهيون: عاصمة العفاريت
- سكان تو غو
- هاكيندين: كلاب الشرق الثمانية
- أكامي غا كيل!

### أنمي الإنترنت
- Starry☆Sky

## أدواره في ألعاب الفيديو
- تيكن 6 - توغو

## أدواره في الدبلجة اليابانية
- سلسلة أفلام هاري بوتر
  - هاري بوتر وسجين أزكابان - ريموس لوبين
  - هاري بوتر وجماعة العنقاء - ريموس لوبين
  - هاري بوتر والأمير الهجين - ريموس لوبين

## وصلات خارجية
- هوزمي غودا على موقع IMDb (الإنجليزية)
- هوزمي غودا على موقع ألو سيني (الفرنسية)
- هوزمي غودا على موقع ميوزك برينز (الإنجليزية)
- هوزمي غودا على موقع قاعدة بيانات الفيلم (الإنجليزية)
- هوزمي غودا على موقع كينوبويسك (الروسية)
- هوزمي غودا على موقع ANN person (الإنجليزية)